# Тургумбаєва Тілен
Тілен Тургумбаївна Тургумбаєва (червень 1915, село Чон-Арик Семиріченської області, тепер Чуйської області, Киргизстан — 23 квітня 1973, місто Фрунзе, тепер Бішкек, Киргизстан) — радянська киргизька діячка, голова Фрунзенського облвиконкому. Депутат Верховної ради Киргизької РСР. Депутат Верховної ради СРСР 3-го скликання (в 1951—1954 роках).

## Життєпис
Народилася в бідній селянській родині. У ранньому дитинстві втратила батьків, виховувалася в родичів.
У 1929 році вступила до комсомолу, організовувала піонерську роботу в районному комітеті комсомолу. У 1931—1935 роках — культпрацівник радгоспу Джети-Огузького району Киргизької АРСР.
З 1935 року навчалася в Московському театральному інституті.
З 1937 року працювала актрисою, а потім адміністратором Киргизького державного театру.
У 1940—1941 роках — директор театру юного глядача в місті Фрунзе.
Член ВКП(б) з 1940 року.
У 1941—1942 роках — 1-й секретар Свердловського районного комітету ЛКСМ Киргизії міста Фрунзе.
У 1942—1944 роках — інструктор відділу пропаганди і агітації ЦК КП(б) Киргизії.
З 1944 року навчалася в Республіканській партійній школі при ЦК КП(б) Киргизії.
Потім працювала заступником голови Комітету у справах культурно-освітніх установ при РМ Киргизької РСР.
У 1949—1950 роках — голова Комітету у справах культурно-освітніх установ при РМ Киргизької РСР.
У 1950—1953 роках — голова виконавчого комітету Фрунзенської обласної ради депутатів трудящих.
Потім — заступник голови Президії Верховної ради Киргизької РСР.
На 1957 — грудень 1960 року — заступник міністра культури Киргизької РСР.
У грудні 1960 — 23 квітня 1973 року — голова президії правління Киргизького республіканського товариства дружби та культурного зв'язку із зарубіжними країнами.
Померла 23 квітня 1973 року після важкої тривалої хвороби в місті Фрунзе (Бішкеку).

## Нагороди
- орден Трудового Червоного Прапора
- орден «Знак Пошани»
- медалі
- Почесна грамота Верховної ради Киргизької РСР (06.1965)